# One Night at Budokan
One Night at Budokan es el primer álbum en vivo de la banda inglesa de hard rock y heavy metal Michael Schenker Group, publicado en 1982 a través de Chrysalis Records. La grabación se llevó a cabo en el recinto Nippon Budokan de Tokio, Japón en una presentación dada el 12 de agosto de 1981. Ha sido considerado como uno de los mejores discos en vivo de la primera parte de los ochenta y a su vez uno de los más influyentes de acuerdo con el sitio Allmusic.
Alcanzó la posición número 5 en los UK Albums Chart y obtuvo disco de plata en el Reino Unido por la British Phonographic Industry, luego de vender más de sesenta mil copias.

## Lista de canciones
| N.º | Título                     | Escritor(es)                            | Duración |  |
| 1.  | «Armed and Ready»          | Schenker, Barden                        | 6:23     |  |
| 2.  | «Cry for the Nations»      | Schenker, Barden                        | 5:30     |  |
| 3.  | «Attack of the Mad Axeman» | Schenker, Barden                        | 5:06     |  |
| 4.  | «But I Want more»          | Schenker, Barden                        | 7:22     |  |
| 5.  | «Victim of Illusion»       | Schenker, Barden                        | 6:15     |  |
| 6.  | «Into the Arena»           | Schenker                                | 5:33     |  |
| 7.  | «On and On»                | Schenker, Barden                        | 5:33     |  |
| 8.  | «Never Trust a Stranger»   | Paul Raymond                            | 5:37     |  |
| 9.  | «Let Sleeping Dogs Lie»    | Schenker, Barden, Glen, Raymond, Powell | 7:11     |  |
| 10. | «Courvoisier Concerto»     | Schenker, Raymond                       | 2:20     |  |
| 11. | «Lost Horizons»            | Schenker, Barden                        | 8:47     |  |
| 12. | «Doctor Doctor»            | Schenker, Phil Mogg                     | 5:56     |  |
| 13. | «Are You Ready to Rock?»   | Schenker, Barden                        | 7:14     |  |

| Reedición de 2009 con pistas adicionales |                                           |          |  |
| N.º                                      | Título                                    | Duración |  |
| 1.                                       | «Intro»                                   | 1:31     |  |
| 2.                                       | «Armed and Ready»                         | 4:52     |  |
| 3.                                       | «Cry for the Nations»                     | 5:30     |  |
| 4.                                       | «Attack for the Mad Axeman»               | 5:04     |  |
| 5.                                       | «But I Want More»                         | 7:22     |  |
| 6.                                       | «Victim of Illusion»                      | 6:14     |  |
| 7.                                       | «Into the Arena»                          | 4:54     |  |
| 8.                                       | «On and On»                               | 5:35     |  |
| 9.                                       | «Never Trust a Stranger»                  | 5:36     |  |
| 10.                                      | «Let Sleeping Dogs Lie»                   | 7:17     |  |
| 11.                                      | «Tales of Mystery» (pista adicional)      | 3:50     |  |
| 12.                                      | «Cozy Powell Drum Solo» (pista adicional) | 11:23    |  |
| 13.                                      | «Courvoisier Concerto»                    | 3:35     |  |
| 14.                                      | «Lost Horizons»                           | 7:30     |  |
| 15.                                      | «Doctor Doctor»                           | 6:18     |  |
| 16.                                      | «Are You Ready to Rock?»                  | 6:39     |  |

## Posicionamiento en listas musicales
| País         | Lista (1982)         | Posición |
| ------------ | -------------------- | -------- |
| Japón        | Japan Album Charts   | 25       |
| Países Bajos | Dutch Top 100 Albums | 30       |
| Reino Unido  | UK Albums Chart      | 5        |
| Suecia       | Sverigetopplistan    | 44       |

## Certificaciones discográficas
| País        | Organismo Certificador | Certificación | Ventas certificadas | Ref.  |
| ----------- | ---------------------- | ------------- | ------------------- | ----- |
| Reino Unido | BPI                    | Plata         | 60 000              | [ 9 ] |

## Personal
- Gary Barden: voz
- Michael Schenker: guitarra líder
- Paul Raymond: guitarra rítmica, teclados y coros
- Chris Glen: bajo
- Cozy Powell: batería